# Hoàng Tung
Hoàng Tung là một xã thuộc huyện Hòa An, tỉnh Cao Bằng, Việt Nam.

## Địa lý
Xã Hoàng Tung nằm gần trung tâm huyện Hòa An, có vị trí địa lý:
- Phía đông giáp thành phố Cao Bằng
- Phía tây giáp huyện Nguyên Bình
- Phía nam giáp xã Bình Dương
- Phía bắc giáp thị trấn Nước Hai và xã Hồng Việt.

Xã Hoàng Tung có diện tích 24,74 km², dân số năm 2019 là 3.291 người, mật độ dân số đạt 133 người/km².
Trên địa bàn xã có hồ Khuổi Áng và nhà máy sắt Xốp.

## Lịch sử
Tên của xã được đặt theo tên của  một chiến sĩ cộng sản tham gia kháng chiến chống Pháp.
Sau năm 1975, Hoàng Tung là một xã thuộc huyện Hòa An.
Đến năm 2019, xã Hoàng Tung được chia thành 14 xóm: Bến Đò, Bó Bủn, Khuổi Áng, Bó Lếch, Bản Chạp, Làng Đền, Bản Giài, Hào Lịch, Kế Nông, Khau Luông, Nà Nâm, Na Lữ, Bản Tấn, Nà Riềm.
Ngày 9 tháng 7 năm 2020, Ủy ban nhân dân huyện Hòa An, tỉnh Cao Bằng ban hành Thông báo số 55/TB-UBND về việc:
- Sáp nhập hai xóm Bản Tấn và Nà Nâm thành xóm Hạnh Phúc
- Sáp nhập ba xóm Khau Luông, Nà Riềm, Bản Giài thành xóm Cao Minh
- Sáp nhập hai xóm Bó Bủn và Khuổi Áng vào xóm Bó Lếch
- Sáp nhập xóm Làng Đền vào xóm Na Lữ
- Sáp nhập hai xóm Bản Chạp và Kế Nông thành xóm Đoàn Kết.

## Hành chính
Xã Hoàng Tung được chia thành 7 xóm: Bến Đò, Bó Lếch, Cao Minh, Đoàn Kết, Hạnh Phúc, Hào Lịch, Na Lữ.

## Di tích
Trên địa bàn xã Hoàng Tung có các di tích lịch sử Ngườm Sưa, Nặm Lìn và Cốc Phát. Ngoài ra, xã còn có đền Vua Lê và một phần của núi Khắc Thiệu.